# Veturia Păcuraru
Veturia Păcuraru (n. 1880 – d. secolul XX) a fost un deputat în Marea Adunare Națională de la Alba Iulia , organismul legislativ reprezentativ al „tuturor românilor din Transilvania, Banat și Țara Ungurească”, cel care a adoptat hotărârea privind Unirea Transilvaniei cu România, la 1 decembrie 1918 :p. 215.

## Biografie
Veturia Păcuraru a fost delegat la Marea Adunare Națională de la Alba Iulia :p. 216.

## Activitatea politică
Ca deputat în Adunarea Națională din 1 decembrie 1918 a fost delegat al Cercului electoral Deva :p. 216.